# 竪破山
竪破山（たつわれさん）は、茨城県高萩市と日立市の境の多賀山地（阿武隈高地）にある標高658.3mの山である。多賀山地中央部の分水界にあり、この山以南に高鈴山（623m）を除くと600mを越える山が無く、南方から見ると目立つ山である。角枯山、黒前山ともいう。花園山、神峰山などとあわせて、花園花貫県立自然公園に指定されている。

## 地形・地質
竪破山山頂は、標高620m前後の阿武隈高地の小起伏面上に凸出する比高30mの残丘。山頂の南面に、古い大きな崩壊地形があり、山頂の南半分は崩落崖となっていて、崩壊による土石流地形が登山道の谷を埋めている。
地質は、中生代白亜紀前期の阿武隈花崗岩類鳥曽根岩体からなり、岩質は、細粒の黒雲母花崗岩である。

## 山名
もとは角枯山（つのかれやま）と呼んだ。紀元前80年頃、蝦夷の征服に出征していた黒坂命（くろさかのみこと）がこの地で病気になって死んで以来、黒前山と呼ぶようになった（『常陸国風土記』、茨城郡の条）。江戸時代になって、八幡太郎源義家の故事にちなんだ岩に、西山公徳川光圀が「太刀割石（たちわれいし）」と名づけた。この名前からこの山を竪割山、竪破山と呼ぶようになった、とされている。

## 歴史
江戸期まで巨石・山岳信仰の山であった。山頂に黒坂命（くろさかのみこと）を祭神とする黒前（くろさき）神社がある。
坂上田村麻呂が、東征の折、社殿を再興し、日吉山山王権現と称し、別当田村寺を置いたといわれ、古くから密教系の山岳信仰の場であった。天保年間（1830 - 1844）に水戸第九代藩主徳川斉昭（なりあき）が仏像を廃棄して社名を黒前神社と改称した。
1080年（寛治元年）、奥州遠征途上の八幡太郎源義家が黒前神社に戦勝祈願をした際、夢に現れた神に授けられた太刀を大岩に振り下ろすと、これが真っ二つに割れたという。

## 奇石・滝
竪破山頂とその周囲には、この太刀割石（磐屋（いわくら））の他にも、不動石ほかの大きな奇石や滝があり、太刀割石、神楽石、甲石（堅破和光石）、舟石、胎内石、畳石（腰掛け畳石）、烏帽子石と、不動滝（奈々久良滝）、剣滝、龍馬滝をあわせて、七奇石三瀑と呼ぶ。
登山道沿いに見られる奇石のうち、不動石は土石流で運ばれてきた石、烏帽子石・手形石は崩落崖より転落・破砕した石、畳石は斜面がブロックで滑り落ちてきて・堆積した石。太刀割石、甲石、神楽石は小起伏面上にあり、花崗岩が風化され残った球状のコアストーンである。太刀割石はコアストーンがさらに木の根により節理面に沿って開口し、片方が転倒したもの。甲石は一部だけ破断しているもの･･･破断した断片が舟石。神楽石は5,6片の板状破片に開口しているもの。甲石→太刀割石→神楽石の順で開口の度が進んでいると見ることができる。
竪破山山頂には、黒前神社本殿の裏に大きな花崗岩塊（花崗岩の岩峰地形でトアとよばれる）が露出し、もともとの巨石信仰の岩座であったと思われる。胎内石は、竪破山の残丘北方稜線にある小岩峰（トア）の基部が南面の大崩壊の崩落崖にそって重力移動し、岩峰基部に歪みが集中して節理割れ目に沿って岩が抜け落ち浅い洞窟となったもの。

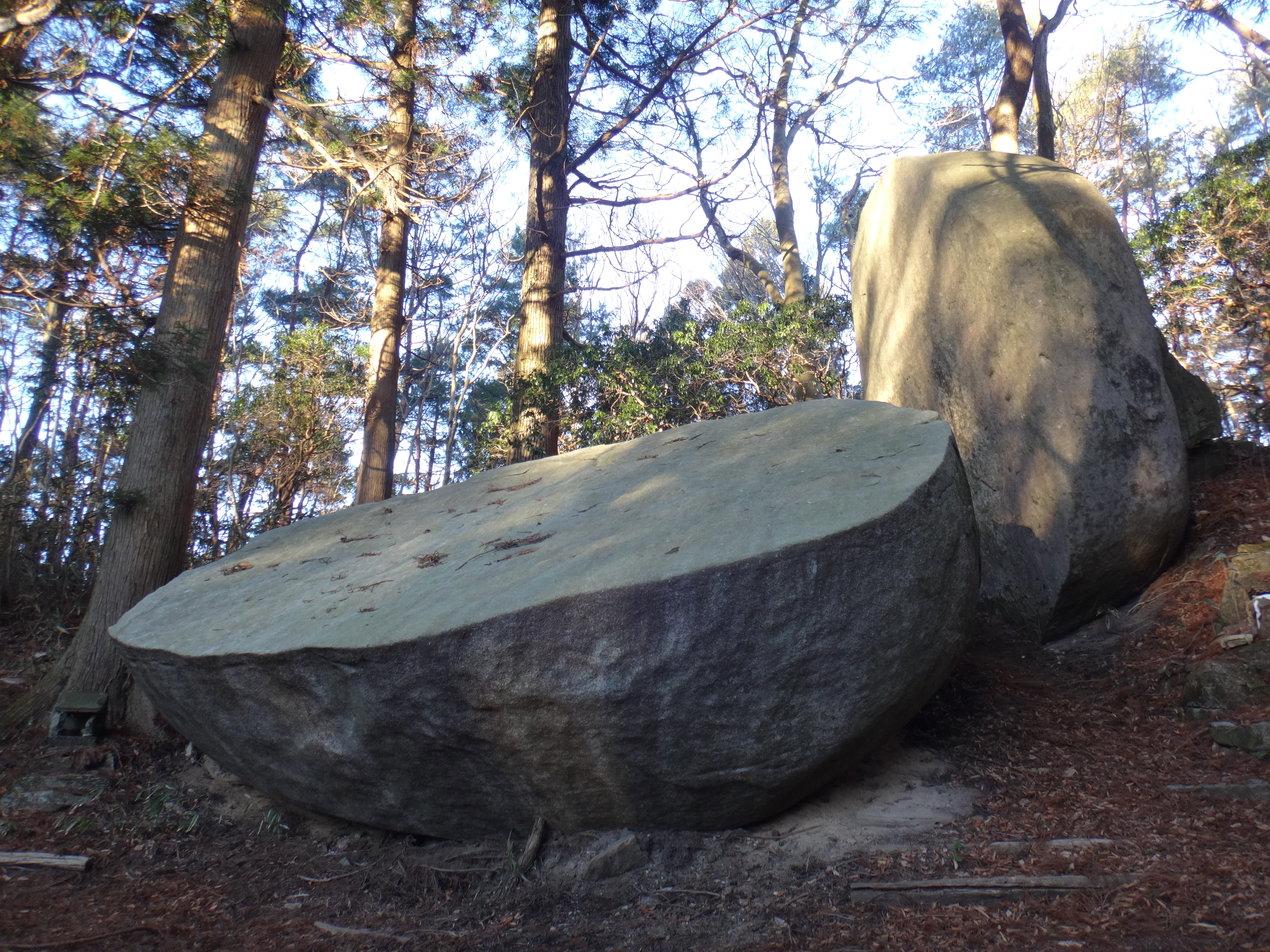
真っ二つの太刀割石
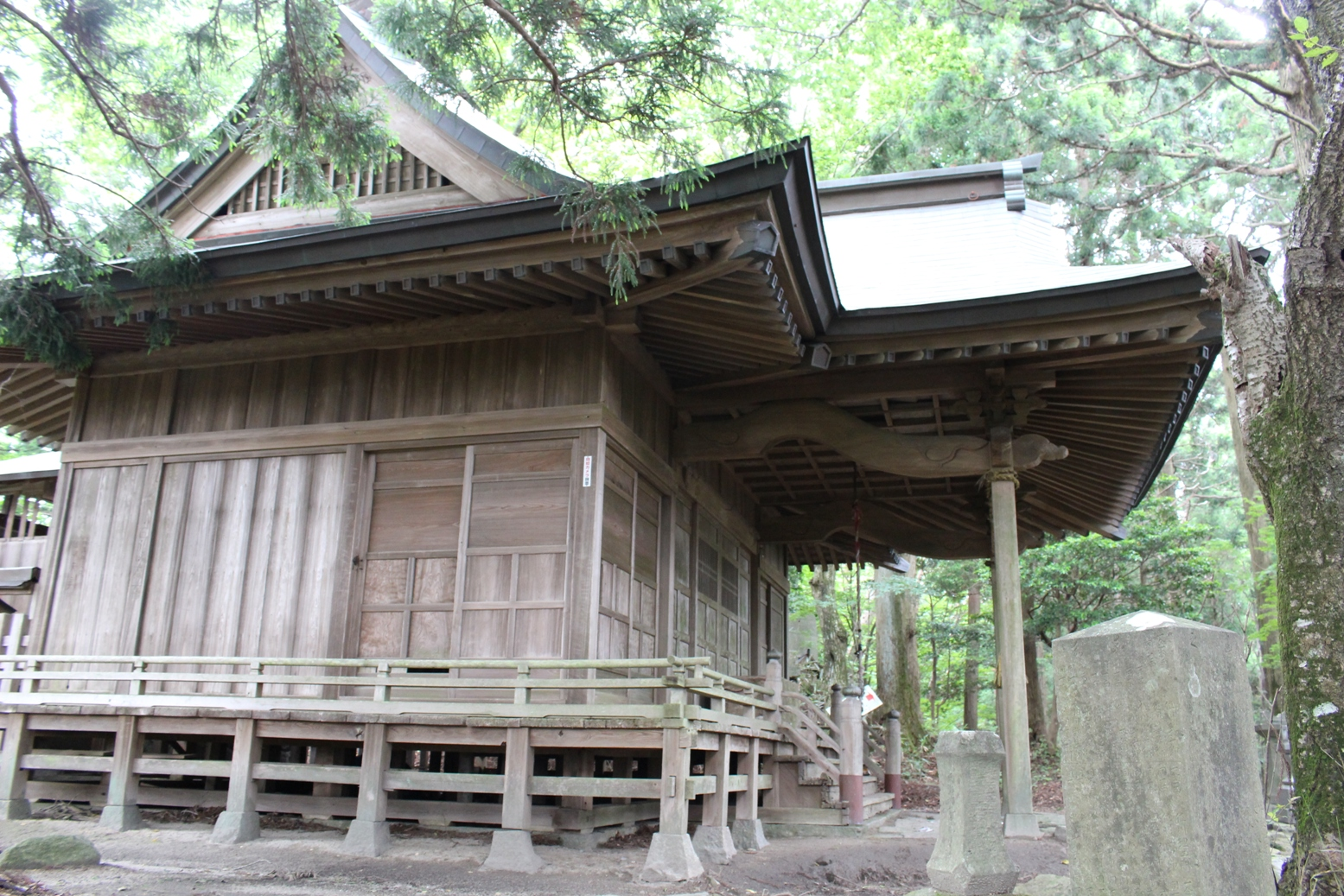
山頂直下の黒前神社
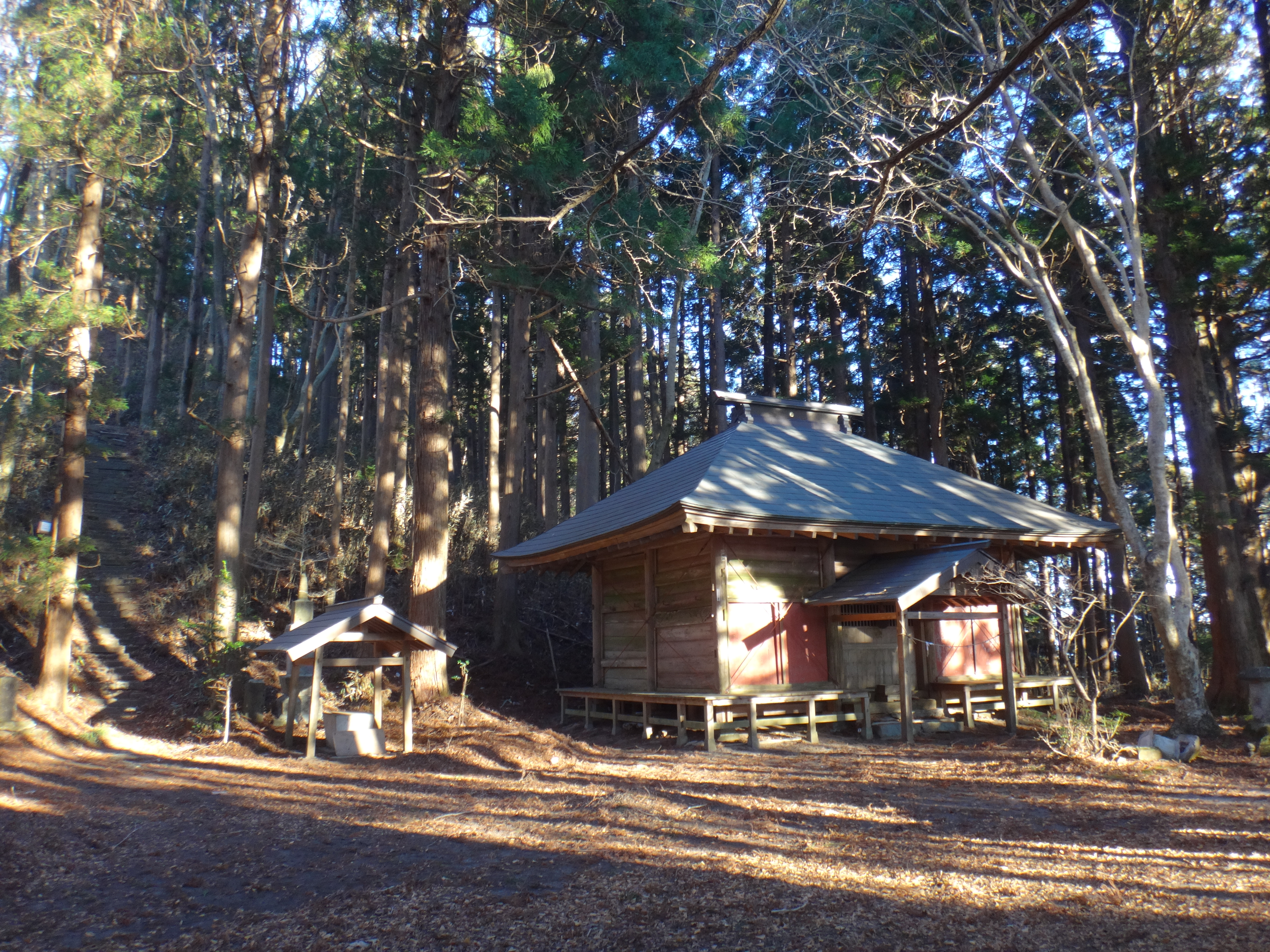
釈迦堂
黒前神社前にある甲岩
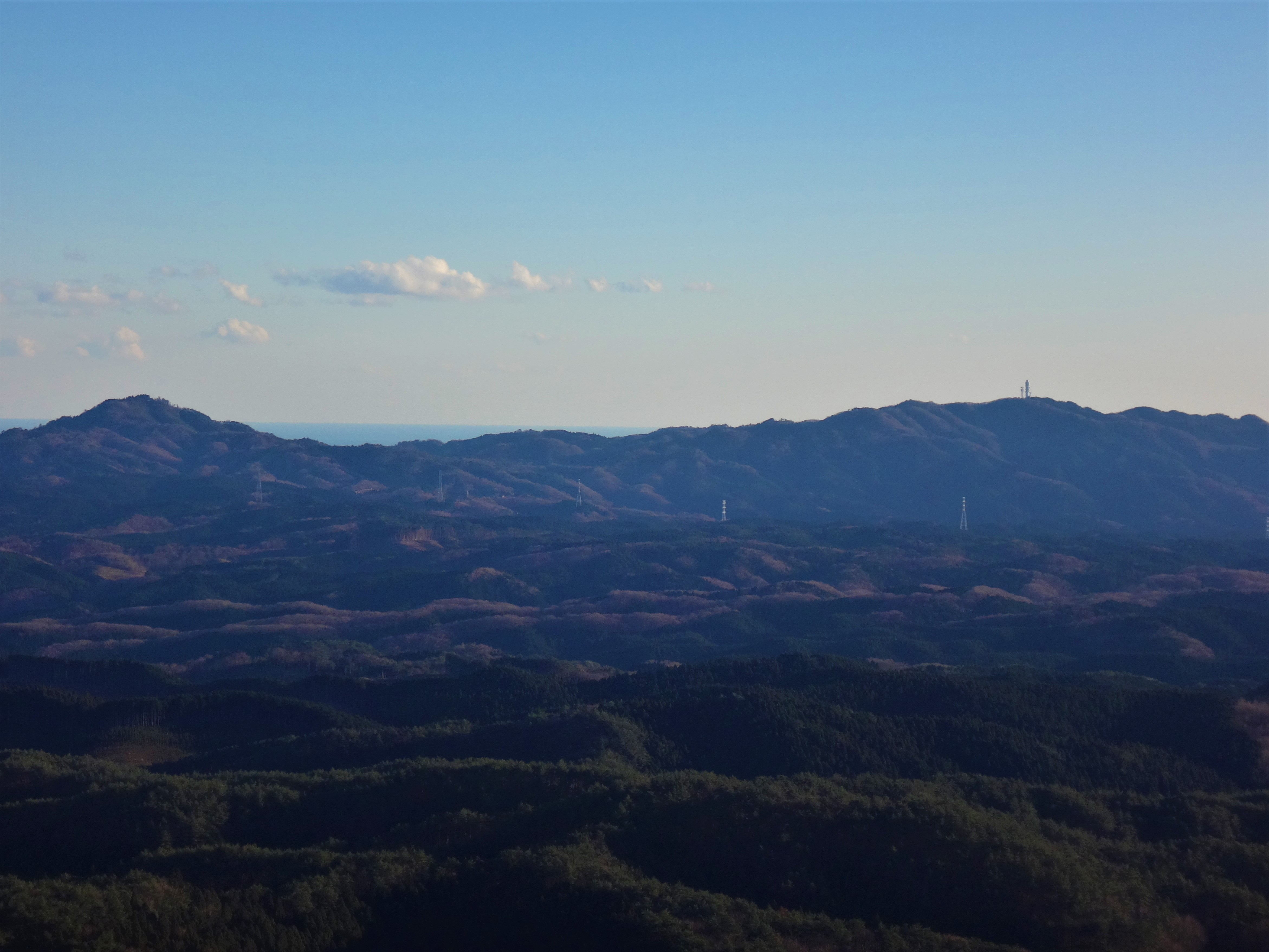
竪破山から神峰山（左）と高鈴山（右）を望む
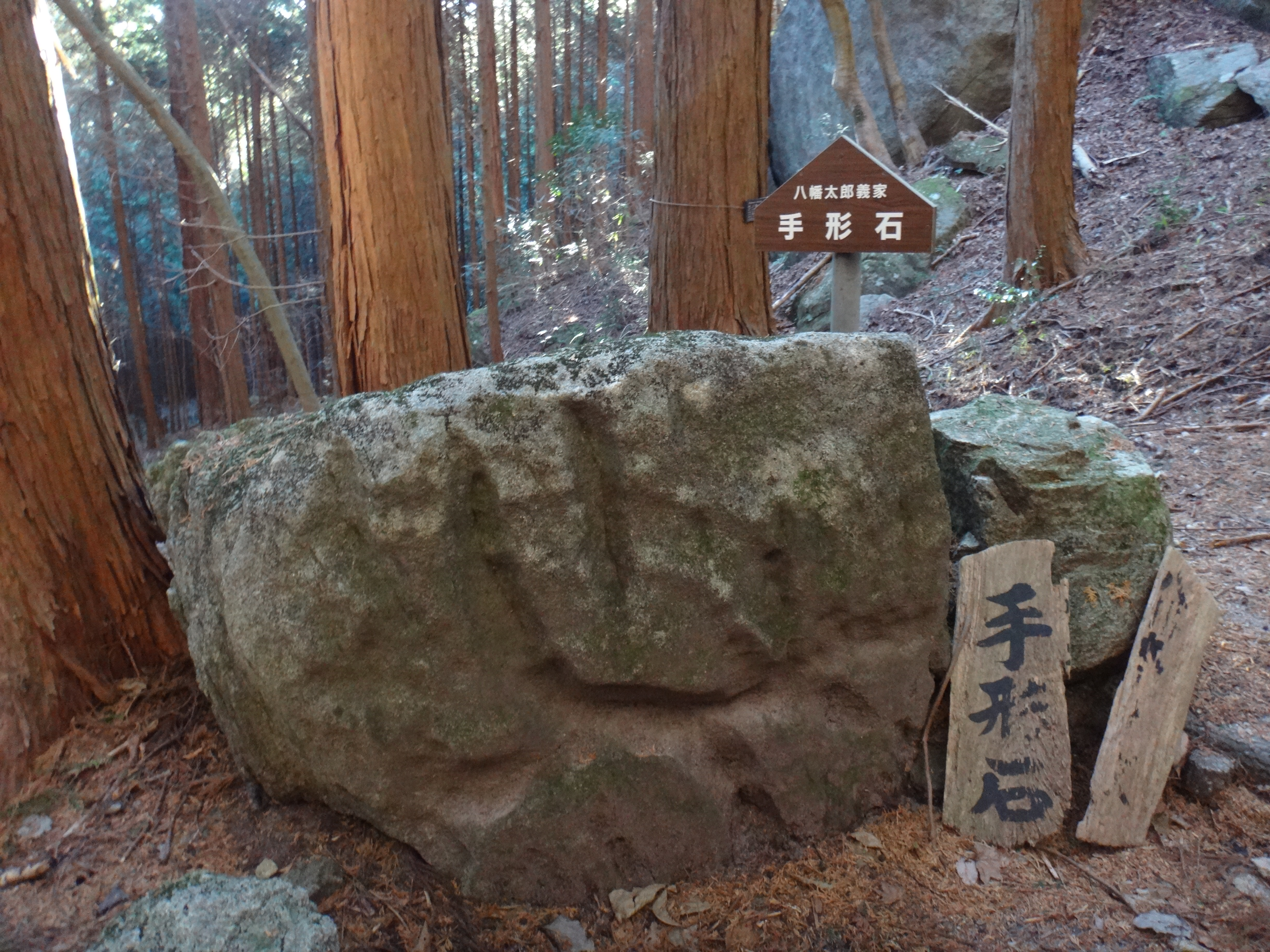
八幡太郎源義家の手形と言われる
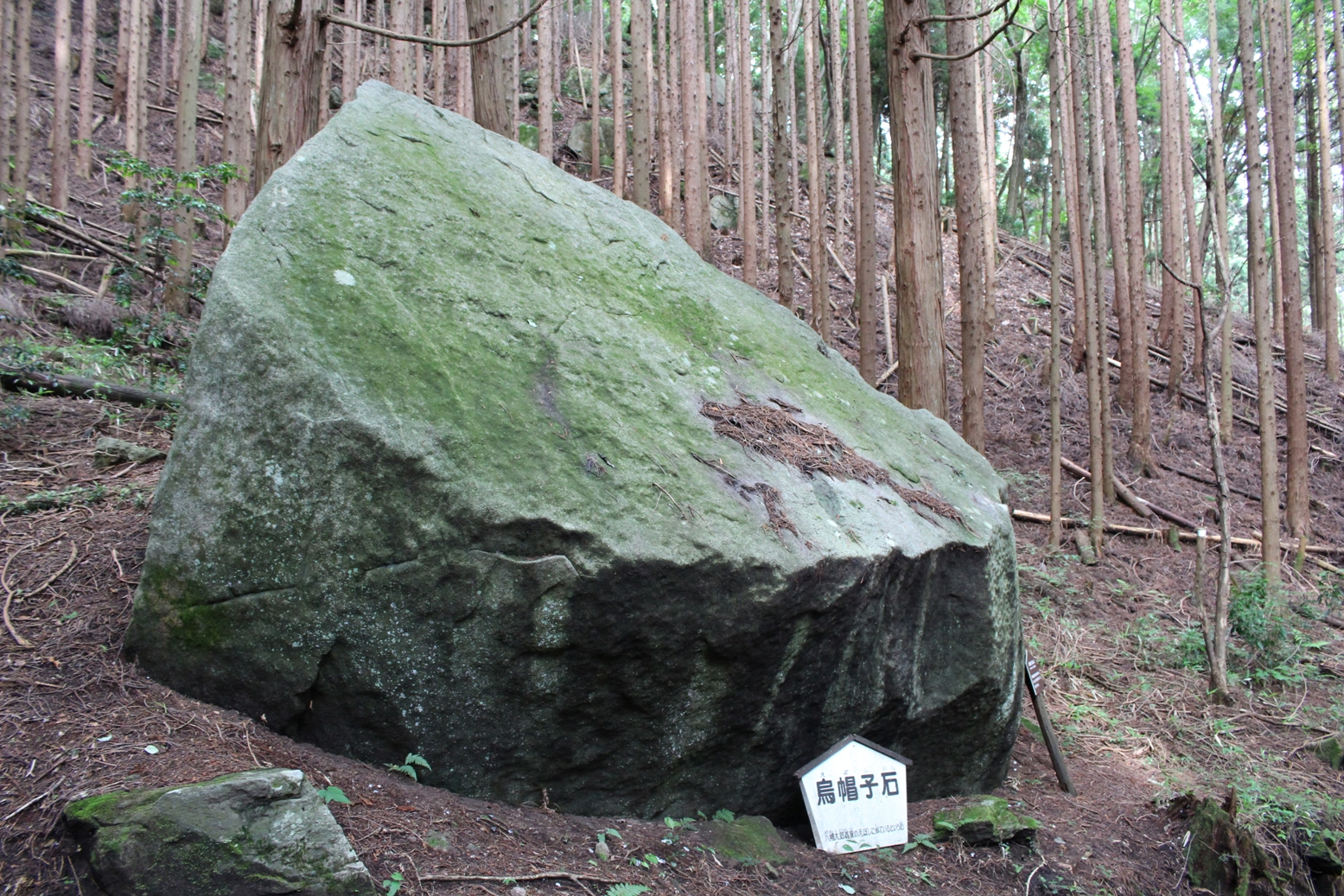
義家の烏帽子に似ているという烏帽子石
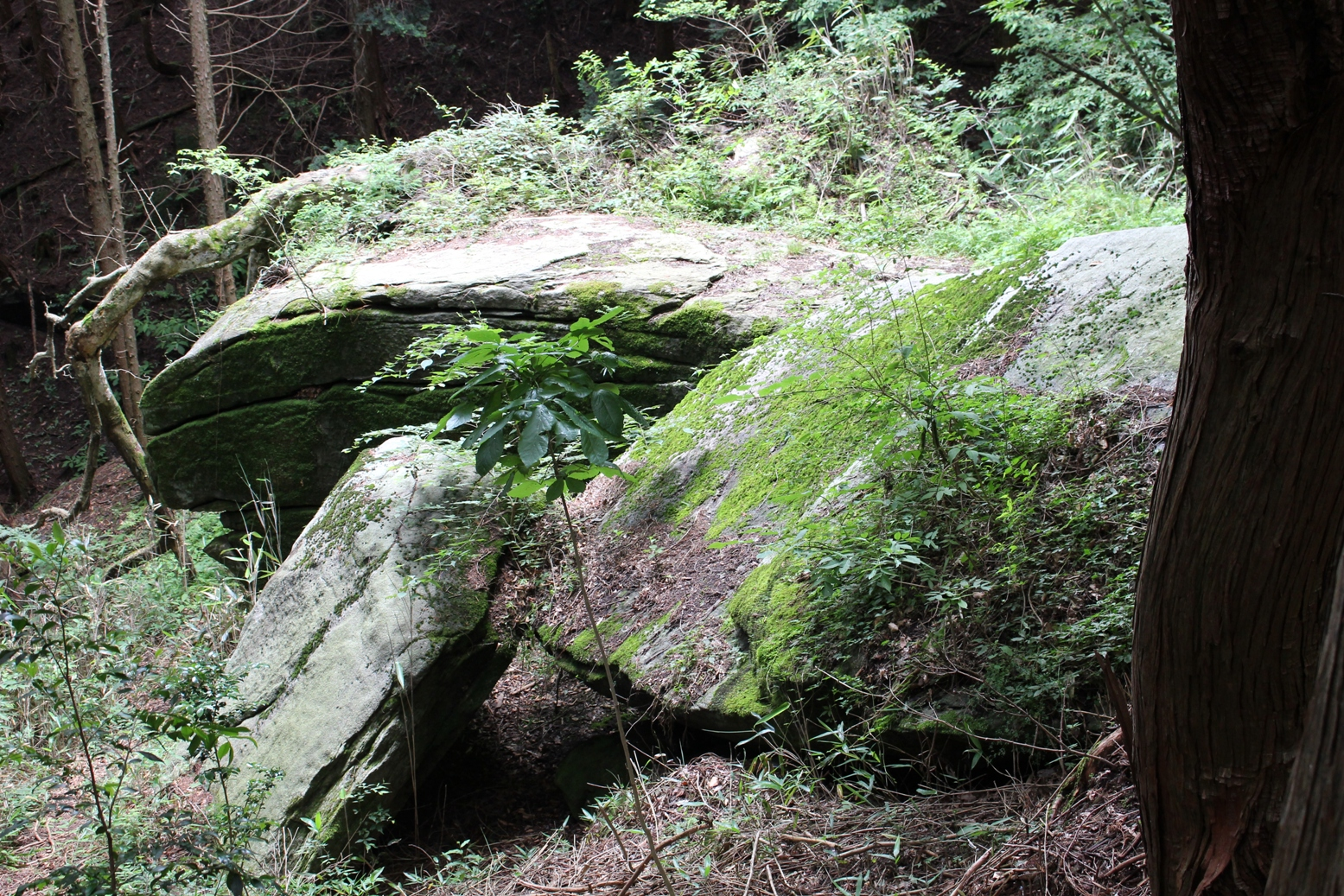
義家が腰を下ろして休んだという畳石

## 登山道
日立市側には、標高450m付近に駐車場・トイレ（二ノ鳥居の登山口）があり、道中に炭焼き窯（あかめ焼き窯）や太刀割石などがある。高萩市側には、米平登山口がある。
ニノ鳥居登山口までは、常磐自動車道日立北IC → 茨城県道10号日立いわき線→ 茨城県道60号十王里美線。